# 池照貫吾
池照 貫吾（いけてる かんご、2000年11月9日 - ）は、日本のウィンドサーフィン選手。2018年4月、高校3年次にプロに転向し、同年にWindsurfing Worldcup U20 Fuerteventura, Spainの大会で4位を獲得した。
高校卒業後の2019年3月より、ハワイ州マウイ島へ約2年間の語学・ウィンドサーフィン留学している。

## 経歴
6歳の時、家族旅行で訪れたサイパンにてウィンドサーフィンを体験し、「風と一体になる感覚」の虜になり、以後独学で腕を磨く。
2018年4月、高校3年次にプロに転向し、同年にWindsurfing Worldcup U20 Fuerteventura, Spainの大会で4位を獲得した。

## 主な成績
- 2017年
  - 1月　 チャレンジ・ザ・バルカン　オープンクラス 優勝
  - 4月　 FREESTYLE FESTA ZUSHI 2017 プロクラス3位
  - 6月　 逗子市長杯 スラロームクラス 優勝
  - 12月　 Junior Youth Wave Championship 高校生部門 優勝
- 2018年
  - 1月　 JWA ALL JAPAN WAVE CLASSIC 2017 U-20 優勝
  - 3月　 浜名湖フリースタイル選手権2018 優勝
  - 4月　 JWA JAPAN TOUR 2018-19 FREESTYLE #1 FREESTYLE FESTA ZUSHI  2018 プロクラス3位
  - 7月　 Windsurfing Worldcup U20 Fuerteventura, スペイン 4位